# Espadeiro
Espadeiro o torneiro es una variedad de uva tinta (Vitis vinifera), cuyo origen se encuentra en Galicia (España). Se utiliza para la producción de vino. Otros nombres con los que se la conoce son: arenal, espadal, espadeiro da tinta, padeiro de basto, padeira de basto y tinta pobres. Es una planta de mucho rendimiento, pero, como otras uvas de calidad gallegas, escasa. Produce vinos con cuerpo, aromáticos, ácidos y de color rojo intenso. Se usa para mezclar con otras variedades. Según la Orden APA/1819/2007, se trata de una variedad recomendada en la comunidad autónoma de Galicia. Se encuentra en la Denominación de Origen Rías Baixas. También hay espadeiro en Portugal.